# Суховершки
Суховершки (Prunella L. = Brunella Moench) — рід багаторічних рослин з родини глухокропивових.

## Ботанічний опис
Суховершки звичайні — багаторічна трав'яниста рослина з повзучим кореневищем, стебла заввишки 8—20 см, листки яйцеподібні або довгасті. Квіти зібрані в головчасті або колосоподібні суцвіття. Кожна особина утворює від 1 до 10 і більше прямих вертикальних генеративних пагонів, квітучий пагін несе єдине верхівкове суцвіття або декілька пазушних. Плоди яйцеподібні або тригранні горішки. Цвіте і родить з червня до пізньої осені. Вид світлолюбний, не вимогливий до поживності ґрунтів, але вологолюбний.

## Поширення
Рід налічує близько 15 видів. В Україні 3 види:
- Суховершки звичайні (P. vulgaris L.) в лісах, іноді як бур'ян, майже в усій Україні;
- Суховершки великоквіткові (P. grandiflora (L.) Jack. = P. vulgaris var. grandiflora L.) на узліссях, степових схилах, кам'янистих відслоненнях у лісових районах, Лісостепу, Степу (розсіяно) і в Кримських горах;
- Суховершки роздільнолисті (Р. laciniata L.) на узліссях, галявинах, сухих луках на Закарпатті і в Криму.

## Застосування
У траві суховершок містяться дубильні речовини, смоли, ефірні олії, вітаміни С, К, каротин, тощо. Добре поїдається худобою на пасовищах і в сіні. Траву цієї рослини здавна використовували в народній медицині: для лікування захворювань органів дихання, при крововтратах і як в'яжучий засіб. Ці рослини також вирощують як декоративні.